# Сонготу
Сонготу (маньчж. , кит. трад. 索額圖, упр. 索额图, пиньинь Suǒ'étú, в русских источниках иногда — Сомготу, в иезуитских — Сосан; 1636—1703) — министр при дворе китайского императора Канси, фактический правитель Китая с 1669 по 1679 годы. В 1689 году от имени китайского государства подписал Нерчинский договор с Россией.

## Биография
Родился в 1636 году на месте современного города Шэньяна, был третьим сыном в семье. Его отец Сони (1601—1667) был маньчжуром по происхождению, принадлежал к Жёлтому знамени. От имени отца приобрёл прозвище Сосаню. Получил китайское образование. В 1665 году стал шурином малолетнего императора: его племянница вышла замуж за Канси. По предложению Сонготу в 1669 году Канси сверг своего регента Обоя, после чего фактическое управление империей на десять лет (с 1669 по 1679 год) перешло к Сонготу, который был назначен на пост главы Императорского секретариата. В 1672 году ему был пожалован титул Великого воспитателя наследника престола — будущего императора Юнчжэна, мать которого умерла во время родов в 1669 году. Близость к императорской семье позволила Сонготу разбогатеть. Будучи главой правительства, он отвечал за текущее ведение дел в империи. В партию Сонготу входили и его братья.
В 1673 году из-за напряжённых отношений с тремя княжествами на юге Китая и заговора против императора у Канси возникли разногласия с Сонготу. В 1679 году император решил отстранить всесильного родственника от управления империей. Однако испытывал к нему чувство уважения. В 1680 году Сонготу лишился должности главы Императорского секретариата, верховная власть перешла в руки повзрослевшего Канси.
В 1688 году Сонготу был назначен первым послом китайской делегации для переговоров с Россией по поводу мирного разрешения спора вокруг Албазина. 27 августа 1689 год вместе с другими послами подписал Нерчинский договор. Позднее выступал с походами против Джунгарского ханства. Умер в Китае в 1703 году.